# Har Gilo
Har Gilo (en hebreo: הר גילה) es un asentamiento israelí que está organizado como un asentamiento comunitario y se encuentra a unos 5 kilómetros al sur de Jerusalén y 2 kilómetros al oeste de Belén, en las colinas septentrionales de Cisjordania (Palestina). Según la administración israelí de los territorios ocupados, se encuentra en el Área de Judea y Samaria. La comunidad internacional considera que los asentamientos israelíes situados en la Cisjordania ocupada son ilegales según el derecho internacional, pero el gobierno israelí no está de acuerdo con ello.

## Historia
Debido a la ubicación estratégica de Har Gilo, los ejércitos otomano, británico y jordano tenían bases militares allí. Después de la Guerra de los Seis Días, en junio de 1967, se estableció una base de las Fuerzas de Defensa de Israel. El asentamiento civil de Har Gilo se estableció durante la festividad judía de Janucá del año 1968. Har Gilo es considerado como una parte del bloque de asentamientos de Gush Etzion. En el año 2007, Har Gilo tenía una población de 462 habitantes. Según la ONG Paz Ahora, Har Gilo rompe con la contigüidad territorial del Estado palestino, y su proximidad a las poblaciones palestinas de Al Walaja y de Beit Jala dificultará su inclusión dentro de las fronteras finales de Israel. El asentamiento se encuentra dentro de la barrera israelí de Cisjordania, que fue construido a principios de la década de 2000. La barrera pasa justo por fuera del asentamiento y lo separa de las aldeas palestinas vecinas.

## Derecho internacional
Al igual que todos los asentamientos israelíes que están ubicados en los territorios palestinos ocupados por Israel, Har Gilo es considerado un asentamiento ilegal, en virtud del derecho internacional, aunque la administración israelí lo niega. La comunidad internacional considera que los asentamientos israelíes violan la prohibición del Cuarto Convenio de Ginebra de trasladar a la población civil de una potencia ocupante al territorio ocupado. Israel cuestiona que el Cuarto Convenio de Ginebra se aplique a los territorios palestinos ocupados, ya que según los funcionarios israelíes, estos no estaban legalmente en manos de una nación soberana antes de que Israel tomara el control sobre ellos. La opinión israelí ha sido rechazada por las Naciones Unidas, la Corte Internacional de Justicia y el Comité Internacional de la Cruz Roja.

## Geografía
Har Gilo está situado entre las poblaciones palestinas de Al-Walaja y Beit Jala, al sur del término municipal de Jerusalén, y junto a la cima del Monte Gilo. La escuela de Har Gilo está ubicada en la cima de la montaña, a 923 metros sobre el nivel del mar, y tiene una vista panorámica de toda la región: al sur se encuentra el Monte Hebrón, el Herodión y la ciudad palestina de Halhul. Al este se encuentra el desierto de Judea, el Mar Muerto y las montañas de Moab, ubicadas en Jordania. Al norte se encuentra Jerusalén, la tumba del profeta Samuel y las montañas de Samaria. Al oeste se encuentran el bosque de Jerusalén, las tierras bajas de Judea, la zona de Tel Aviv y el mar Mediterráneo.

## Arqueología
Las excavaciones arqueológicas de 1998 revelaron los restos de dos edificios y un lagar excavado en la roca, ambos de la edad de hierro, datados entre los años 586 y 539 antes de Cristo. Otros fragmentos de cerámica eran indicativos de la actividad que tuvo lugar en el yacimiento, que data de principios del periodo islámico.